# 977
977(구백칠십칠)은 976보다 크고 978보다 작은 자연수다.

## 수학
- 165번째 소수(素數)다. 앞의 소수는 971, 다음 소수는 983이다.
- 피타고라스 삼조의 빗변의 길이이다. ({\displaystyle 248^{2}+945^{2}=977^{2}})[a]
- {\displaystyle 977=89+97+101+103+107+109+113+127+131}
  - 연속하는 소수(素數) 9개의 합으로 나타낼 수 있으며, 이 성질을 지닌 앞의 수는 929, 다음 수는 1025다.
- {\displaystyle 977=4^{2}+31^{2}}
  - 서로 다른 두 자연수의 제곱합으로 나타낼 수 있는 수다.
- {\displaystyle 52^{16}-1}은 977로 나누어떨어진다.

## 과학
- NGC 977: 고래자리 방향에 있는 나선은하.

## 교통
- 977번 홋카이도도(일본어판)

## 군사
- U-977(영어판, 독일어판): 제2차 세계 대전에 사용된 나치 독일의 군용 잠수함.

## 문화유산
- 대한민국의 보물 제977호: 묘법연화경 권7

## 방송
- 지니 TV의 영국 공영 방송인 CBeebies 채널 번호.
- B tv의 SBS 골프 채널 번호.
- U+ TV의 UXN 채널 번호.
- B tv 케이블의 JTBC 골프앤스포츠 채널 번호.

## 기타
- 연도: 977년, 기원전 977년